# Театральные курсы Фелдманиса
Театральные курсы Фелдманиса (латыш. Feldmaņa teātra kursi) — частное профессиональное учебное заведение, работавшее в Риге с 1927 по 1935 год.

## История
В 1927 году актёром и режиссёром Латвийского Национального театра Эрнестом Фелдманисом были открыты театральные курсы. Продолжительность занятий в зависимости от подготовленности учащихся составляла от 2 до 3 лет. Обучение базировалось на традициях русской театральной школы и системе Станиславского.
Важное место отводилось упражнениям по пластике и ритмике. Изучались новые для латышской сценической педагогики того времени дисциплины: процесс актёрского творчества, психология, классический танец.
Актёрское мастерство преподавали Э. Фелдманис, А. Амтматис-Бриедитис и Я. Зариньш. Педагогами работали О. Бормане, Ю. Эндзелис, Ф. Эртнере, К. Фрейнбергс, Т. Лацис, Я. Симсонс. Среди наиболее заметных учеников: А. Абеле, Э. Берзиня, Э. Ферда, И. Лайва, Ж. Катлапс, К. Себрис, Х. Авенс, О. Круминя, Я. Грантиньш.
В 1935 году произошло присоединение курсов Фелдманиса к Латвийским драматическим курсам Зелтматиса.